# Thomas Battersby
Thomas Sydney Battersby, né le 18 novembre 1887 à Wigan et mort le 3 septembre 1974 à Sydney (Australie), est un champion de natation britannique.

## Jeux olympiques
- Jeux olympiques de 1908 à Londres 
  -  Médaille d'argent sur 1 500 m nage libre.
- Jeux olympiques de 1912 à Stockholm 
  -  Médaille de bronze en relais 4 × 200m libre.